# Картолано (Катанцаро)
Картолано је насеље у Италији у округу Катанцаро, региону Калабрија.
Према процени из 2011. у насељу је живело 298 становника. Насеље се налази на надморској висини од -1 м.